# Antigua (Fuerteventura)
Antigua település Spanyolországban, a Kanári-szigeteki autonóm közösség Las Palmas tartományában. Antigua Puerto del Rosario, Betancuria és Tuineje községekkel határos. Lakosainak száma 13 832 fő (2024).

## Népesség
A település népessége az elmúlt években az alábbi módon változott:
| Lakosok száma | 5722 | 6853 | 9204 | 10 371 | 11 172 | 11 643 | 11 405 | 12 461 | 12 940 | 13 832 |
|               | 2001 | 2004 | 2007 | 2009   | 2012   | 2014   | 2017   | 2019   | 2022   | 2024   |